# Ciborium (arkitektur)
För det liturgiska kärlet, se Ciborium (oblat)

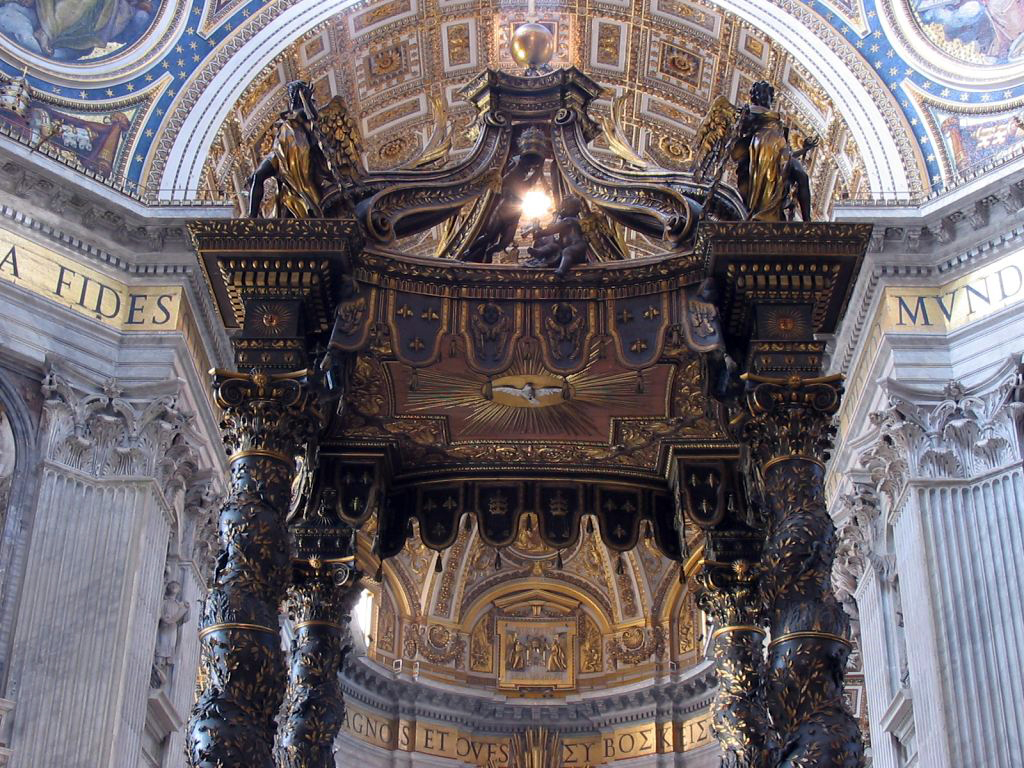
Ciboriet, eller baldakinen, över högaltaret i Peterskyrkan.
Ritat av Giovanni Lorenzo Bernini.

Ciborium är en fristående överbyggnad över altaret inom kyrkoarkitekturen.
Med tabernakel betecknas en av kolonner eller andra fria stöd buren takhimmel, baldakin, till exempel över ett altare, en helgonbild, ett krucifix eller en förnäm persons plats.